# José Manuel Maestre
Maestre  Rodríguez est un nom espagnol. Le premier nom de famille, en général paternel, est Maestre ; le second, en général maternel, souvent omis, est Rodríguez.
José Manuel Maestre Rodríguez, né le 3 juillet 1976 à Madrid, est un coureur cycliste espagnol.

## Biographie
José Manuel Maestre devient coureur professionnel en 2001, au sein de la petite équipe portugaise Jodofer-Abóboda. Au mois de juin, il se classe deuxième de Porto-Lisbonne.
En 2002, il est recruté par l'équipe continentale professionnelle espagnole Colchón Relax-Fuenlabrada. Avec celle-ci, il obtient sa première victoire chez les professionnels lors de la cinquième étape du Tour de Catalogne, en s'imposant en solitaire après une longue échappée. L'année suivante, il remporte de la même manière la première étape du Tour des Asturies. Il termine également troisième du Tour de La Rioja, derrière Félix Cárdenas et Francisco Mancebo.

## Palmarès
- 1998
  - Prueba Alsasua
- 1999
  - Circuito de Pascuas
  - 2e du Laudio Saria
  - 3e du Mémorial José María Anza
  - 3e du Premio Nuestra Señora de Oro
- 2001
  - 2e de Porto-Lisbonne
- 2002
  - 5e étape du Tour de Catalogne
- 2003
  - 1re étape du Tour des Asturies
  - 3e du Tour de La Rioja

## Résultats sur les grands tours

### Tour d'Espagne
2 participations
- 2002 : 111e
- 2003 : 159e